# Imomudin Sattorow
Imomudin Mirsojewitsch Sattorow (russisch/tadschikisch Имомудин Мирзоевич Сатторов, * 6. Juli 1964 in Qurghonteppa, Tadschikische SSR, Sowjetunion) ist ein tadschikischer Diplomat.
Nach einem Philosophiestudium 1981 bis 1986 an der Lomonossow-Universität in Moskau promovierte er am dortigen Lehrstuhl für sozial-politische Theorien. Von 1993 bis 1995 war er an der Universität Bonn tätig. Anschließend wurde er in den diplomatischen Dienst aufgenommen. Zunächst arbeitete er an der Botschaft in Deutschland. Von 2003 bis 2007 war er stellvertretender Leiter der Filiale der tadschikischen Orienbank (tadschikisch Orijonbonk) in Frankfurt am Main, anschließend kurzzeitig Abteilungsleiter im tadschikischen Außenministerium in Duschanbe. Von 2007 bis 2014 war er Botschafter in der Bundesrepublik Deutschland, 2014 bis 2021 in Russland. Seit 2022 ist er erneut Botschafter Tadschikistans in Deutschland.
Er spricht Deutsch, Englisch, Russisch und Persisch.